# Vranovice (kraj środkowoczeski)
Vranovice – miejscowość i gmina (obec) w Czechach, w kraju środkowoczeskim, w powiecie Przybram. W 2022 roku liczyła 330 mieszkańców.